# Codellijev most (novi)
Codellijev most (novi) v Ljubljani, je bil zgrajen po projektu GRADIS PB Maribor (odgovorni projektant Peter Koren), zgradilo pa ga je podjetje GRADIS. Prometu je bil predan novembra leta 1987. To je bil prvi montažni ločni most v Sloveniji.
Prekladna konstrukcija je kontinuirana preko treh polj z razponi 10,0 + 61,0 + 10,0 m. V prerezu je šest prednapetih, armiranobetonskih I nosilcev, sovprežno povezanih z voziščno ploščo. Spodnji rob nosilcev je v osrednjem razponu krožni lok. Objekt je zaradi slabo nosilnih tal temeljen na pilotih. Asfaltno vozišče ima spremenljivo širino od 9,5 do 10,70 m, most ima obojestranska pločnika širine 1,60 m in kolesarski stezi širine 2,0 m. Zelo zahtevna konstrukcija je glede na vodotok zelo poševna: kot križanja je 26 º, zato celotna dolžina objekta znaša 125,51 m. Na levem bregu je urejeno stopnišče in klančina za dostop na sprehajalno pot. Na mostu so instalacije za javno razsvetljavo, semaforizacijo in vodovod.
Skupaj z mostom sta bili rekonstruirani tudi Poljanska in Litijska cesta na dolžini preko 500 m in skupni širini 14,20 m, zgrajeno je bilo tudi izvennivojsko križanje z dolenjsko železnico (izvajalec teh del je bil SCT, projekt ceste Janez Repež, TOZD Projekt). Zgrajeni so bili oporni zidovi, protihrupna zaščita in javna razsvetljava. 
Projekt je celostno oblikoval arhitekt Peter Gabrijelčič, ki je za projekt leta 1988 prejel nagrado Prešernovega sklada. 